# Васильев, Яков Андреевич
Я́ков Андре́евич Васи́льев (1790—1839) — русский живописец-портретист, представитель петербургского академизма александровской эпохи, ассоциируемый со школой Степана Щукина; отец живописца и педагога Егора Васильева. Академик Императорской Академии художеств (с 1818; ассоциированный член — «назначенный» с 1815).

## Биография
Учился в Императорской Академии художеств с 1797 года; ученик Степана Щукина. Награждался медалями Академии художеств: малая золотая медаль (1809) за программу «Священник, толкующий двум молодым людям заповеди Божия» и аттестат 1-й степени со шпагой; большая золотая медаль (1810) за картину «Цыганка, гадающая по руке молодому человеку». По окончании Академии художеств как пенсионер состоял помощником П. А. Иванова в классе миниатюрной живописи, с мая 1814 года и до конца жизни работал рисовальным учителем первого возраста; учеником Васильева начинал свой путь в Академии художеств Фёдор Солнцев. Получил звание «назначенного в академики» (1815). Звание академика портретной живописи (1818) за портрет советника Академии художеств пейзажиста Михаила Матвеевича Иванова.
Основные произведения: 
«Священник, толкующий двум молодым людям заповеди божьи» (1809), «Цыганка, гадающая по руке молодому человеку» (1815), «Портрет М. М. Иванова» (1818), «Мальчик, плачущий над разбитым кувшином» (1820-е), «Перспектива французской галереи в Эрмитаже».
Был похоронен на Смоленском православном кладбище; могила утрачена.